# Крымка (Крым)
Кры́мка  (до 1948 года Султа́н-Бочала́, совхоз Бий-Су-Ковче; укр. Кримка, крымскотат. Sultan Boçala, Султан Бочала) — село в Джанкойском районе Республики Крым, центр и единственное село Крымковского сельского поселения (согласно административно-территориальному делению Украины — Крымковского сельского совета Автономной Республики Крым).

## Население
| 2001 | 2014  | 2015  | 2016  | 2017  | 2018  | 2019  | 2020  | 2021  |
| ---- | ----- | ----- | ----- | ----- | ----- | ----- | ----- | ----- |
| 1896 | ↘1507 | ↗1510 | ↘1501 | ↘1482 | ↘1445 | ↘1441 | ↘1437 | ↗1684 |

Всеукраинская перепись 2001 года показала следующее распределение по носителям языка
| Язык             | Процент |
| ---------------- | ------- |
| русский          | 61.66   |
| крымскотатарский | 23.73   |
| украинский       | 13.61   |
| другие           | 0.11    |

### Динамика численности
| - 1805 год — 188 чел. - 1864 год — 12 чел. - 1900 год — 16 чел. - 1915 год — 36/66 чел. | - 1926 год — 99 чел. - 1939 год — 442 чел. - 1989 год — 1789 чел. |

## Современное состояние
На 2017 год в Крымке числится 26 улиц; на 2009 год, по данным сельсовета, село занимало площадь 359,7 гектара на которой, в 614 дворах, проживало более 1,8 тысячи человек. В селе действуют средняя общеобразовательная школа, детский сад «Тополёк», дом культуры, библиотека, амбулатория общей практики семейной медицины, церковь преподобного Агапита Печерского. Село связано автобусным сообщением с райцентром и соседними населёнными пунктами.

## География
Крымка — село на западе района, в степном Крыму, у границы с Первомайским районом, высота центра села над уровнем моря — 34 м. Соседние сёла: Павловка в 3,5 километрах на север, Яркое в 4,5 километрах на восток, Ястребцы в 3 километрах на юг и Абрикосово Первомайского района в 5,3 километрах на запад. Расстояние до райцентра — около 20 километров (по шоссе), там же ближайшая железнодорожная станция. Транспортное сообщение осуществляется по региональной автодороге 35Н-189 от шоссе 35Н-172 Днепровка — Роскошное (по украинской классификации — С-0-10465).

## История
Первое документальное упоминание села встречается в Камеральном Описании Крыма… 1784 года, судя по которому, в последний период Крымского ханства Султан-Бочала входил в Бочалатский кадылык Карасъбазарского каймаканства. После присоединения Крыма к России (8) 19 апреля 1783 года, (8) 19 февраля 1784 года, именным указом Екатерины II сенату, на территории бывшего Крымского Ханства была образована Таврическая область и деревня была приписана к Перекопскому уезду. После Павловских реформ, с 1796 по 1802 год, входила в Перекопский уезд Новороссийской губернии. По новому административному делению, после создания 8 (20) октября 1802 года Таврической губернии, Султан-Бочала был включён в состав Бозгозской волости Перекопского уезда.
По Ведомости о всех селениях в Перекопском уезде состоящих с показанием в которой волости сколько числом дворов и душ… от 21 октября 1805 года, в деревне Султан-Бочала числилось 28 дворов, 180 крымских татар, 5 цыгана и 3 ясыров. На военно-топографической карте генерал-майора Мухина 1817 года деревня Султан бочала обозначена с 30 дворами. После реформы волостного деления 1829 года Султан-Бочалу, согласно «Ведомости о казённых волостях Таврической губернии 1829 года» отнесли к Эльвигазанской волости. На карте 1836 года в деревне 15 дворов. Затем, видимо, вследствие эмиграции крымских татар в Турцию, деревня заметно опустела и на карте 1842 года Султан-Бочала обозначена условным знаком «малая деревня», то есть, менее 5 дворов.
В 1860-х годах, после земской реформы Александра II, деревню включили в состав Бурлак-Таминской волости. В «Списке населённых мест Таврической губернии по сведениям 1864 года», составленном по результатам VIII ревизии 1864 года, Биюк-Бочала или Султан-Бочала — владельческая татарская деревня с 6 дворами и 12 жителями при колодцах. По обследованиям профессора А. Н. Козловского начала 1860-х годов, вода в колодцах деревни была пресная, а их глубина колебалась от 8 до 10 саженей (16—21 м). На трехверстовой карте Шуберта 1865—1876 года в деревне Султан-Бочала обозначено 9 дворов. Согласно «Памятной книжке Таврической губернии за 1867 год», деревня была покинута жителями в 1860—1864 годах, в результате эмиграции крымских татар, особенно массовой после Крымской войны 1853—1856 годов, в Турцию и оставалась в развалинах и в «Памятной книге Таврической губернии 1889 года» также не значится.
В результате земской реформы 1890 года Султан-Бачала отнесли к Богемской волости. В «…Памятной книжке Таврической губернии на 1892 год» в сведениях о Богемской волости никаких данных о деревне, кроме названия, не приведено. По «…Памятной книжке Таврической губернии на 1900 год» на хуторе Султан Бочала числилось 16 жителей в 3 дворе. Согласно энциклопедическому словарю «Немцы России», немецкий лютеранский хутор Раппа был основан в 1903 году. В 1911 году на хуторе жило 66 человек, в 1914 году в селе была открыта начальная школа. По Статистическому справочнику Таврической губернии. Ч.II-я. Статистический очерк, выпуск пятый Перекопский уезд, 1915 год, в экономии Султан-Бочала (Раппа) Богемской волости Перекопского уезда числилось 4 двора с русским населением в количестве 36 человек приписных жителей и 66 «посторонних», из которых 69 мужчин и 33 женщины. В экономии числилось 2996 десятин удобной земли. В хозяйстве имелось 135 лошадей, 210 волов, 45 коров и 540 голов мелкого скота.
После установления в Крыму Советской власти, по постановлению Крымревкома от 8 января 1921 года № 206 «Об изменении административных границ» была упразднена волостная система и в составе Джанкойского уезда был создан Джанкойский район. В 1922 году уезды преобразовали в округа, с 1 января того же года Султан-Бочала — отделение совхоза «Семенной». 11 октября 1923 года, согласно постановлению ВЦИК, в административное деление Крымской АССР были внесены изменения, в результате которых округа были ликвидированы, основной административной единицей стал Джанкойский район и село включили в его состав. Согласно Списку населённых пунктов Крымской АССР по Всесоюзной переписи 17 декабря 1926 года, в хуторе Султан-Бочала, Павловского сельсовета Джанкойского района, числился 31 двор, из них 22 крестьянских, население составляло 99 человек. В национальном отношении учтено: 42 русских, 20 татар, 17 немцев, 7 болгар, 1 белорус, 12 записаны в графе «прочие». По сведениям «Крымскотатарской энциклопедии», по данным всесоюзной переписи населения 1939 года в селе проживало 442 человека. Вскоре после начала Великой Отечественной войны, 18 августа 1941 года крымские немцы были выселены, сначала в Ставропольский край, а затем в Сибирь и северный Казахстан.
Во время оккупации Крыма в ВОВ населённый пункт использовался немцами в качестве фермы-совхоза. 12 апреля 1944 года во время стремительного наступления бойцов 279 стрелковой дивизии на автомашинах совхоз Бий-Су-Ковче был окружён. После небольшого боестолкновения гарнизон сдался. Трофеем стали животные фермы.
После освобождения Крыма от фашистов в апреле, согласно Постановлению ГКО № 5859 от 11 мая 1944 года, 18 мая крымские татары были депортированы в Среднюю Азию, а 12 августа 1944 года было принято постановление № ГОКО-6372с «О переселении колхозников в районы Крыма» и в сентябре 1944 года в район приехали первые новоселы (27 семей) из Каменец-Подольской и Киевской областей, а в начале 1950-х годов последовала вторая волна переселенцев из различных областей Украины. С 25 июня 1946 года Бий-Су-Ковче в составе Крымской области РСФСР. Указом Президиума Верховного Совета РСФСР от 18 мая 1948 года, населённый пункт совхоза Бий-Су-Ковче объединили с Султан Бочалой и переименовали в Крымку. 26 апреля 1954 года Крымская область была передана из состава РСФСР в состав УССР, в том же году село передано в состав Роскошненского сельсовета. В 1967 году школа в селе преобразована в восьмилетнюю. В 1967 году из совхоза «Семенной» выделен совхоз «Маяк», с центральной усадьбой в селе Крымка. С 1975 года село в составе Ярковского сельсовета, который в сентябре 1986 года был разукрупнен и образован Крымковский. В 1982 году было введено в строй новое школьное здание и школа преобразована в среднюю общеобразовательную. По данным переписи 1989 года в селе проживало 1789 человек. С 12 февраля 1991 года село в восстановленной Крымской АССР, 26 февраля 1992 года переименованной в Автономную Республику Крым. С 21 марта 2014 года в составе Крыма аннексирована Россией.